# Timothy McLaren
Timothy McLaren, né le 24 septembre 1956 à Cootamundra, est un rameur d'aviron australien. 

## Carrière
Timothy McLaren participe aux Jeux olympiques de 1984 à Los Angeles et remporte la médaille d'argent avec le quatre de couple australien composé de Gary Gullock, Paul Reedy et Anthony Lovrich.